# Royal Academy of Dramatic Art

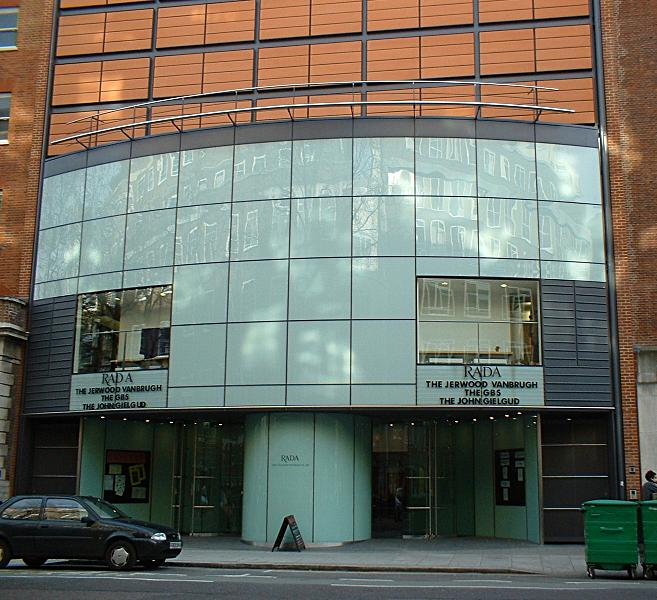
Het theater van RADA

De Royal Academy of Dramatic Art (vaak afgekort tot RADA) is een toneelschool in Bloomsbury (Groot-Londen), en wellicht de meest prestigieuze toneelschool in de Engels-sprekende wereld.
De Acadamy of Dramatic Art werd in 1904 opgericht bij Her Majesty's Theatre door Herbert Beerbohm Tree, bekend om zijn spectaculaire Shakespeare-producties. Vanaf 1920 mocht de school officieel het predicaat "Royal" gebruiken. De huidige President van de school is Sir Kenneth Branagh.
Elk jaar neemt RADA 32 nieuwe (bachelor)studenten aan op de acteeropleiding. Er zijn geen educatieve vereisten om aangenomen te worden, dit gebeurt op basis van een zeer goede auditie want de plaatsen zijn zeer beperkt voor de vele studenten die er elk jaar auditie doen (ongeveer 3000 tot 4000 verspreid over een heel jaar). Ongeveer 35 nieuwe studenten worden elk jaar gekozen voor de tweejarige technische toneelopleidingen.
Doorheen de jaren is RADA uitgegroeid tot een school waar kwaliteit en creativiteit centraal staan. RADA begeleidt zijn leerlingen ook na het afstuderen zo krijgen ze allemaal een buddy toegewezen (een ex-student) die hen wegwijs maakt in de theaterwereld.

## Lijst van bekende studenten
Een lijst met bekende oud-studenten van RADA.
- Gemma Arterton
- Richard Attenborough
- Sean Bean
- Kenneth Branagh
- Arthur Brough
- Michael Caine
- Joan Collins
- Timothy Dalton
- Brian Epstein
- Trevor Eve
- Ralph Fiennes
- Albert Finney
- John Gielgud
- James Grout
- Ioan Gruffudd
- Maggie Gyllenhaal
- Rosemary Harris
- Nick Hendrix
- Tom Hiddleston
- David Morrissey

- Ian Holm
- Anthony Hopkins
- John Hurt
- Ben Whishaw
- Glenda Jackson
- Allison Janney
- Alex Kingston
- Roy Kinnear
- Michael Kitchen
- Charles Laughton
- Mike Leigh
- Vivien Leigh
- Larry Linville
- Roy Marsden
- Lois Maxwell
- Ian McKellen
- Roger Moore
- Mischa Barton
- Joe Orton

- Peter O'Toole
- Clive Owen
- Harold Pinter
- Victoria Principal
- Jonathan Pryce
- Alan Rickman
- Diana Rigg
- John Sessions
- Fiona Shaw
- Timothy Spall
- Imelda Staunton
- John Thaw
- Olivia Thirlby
- Billie Whitelaw
- Peter Woodward
- Alison Lohman
- Peter Yates
- Taron Egerton
- Clive Mantle